# Walter Matthau
Walter John Matthau (Nova York, 1 d'octubre de 1920 – Santa Monica, 1 de juliol de 2000) va ser un actor estatunidenc guanyador de l'Oscar, conegut pel seu paper com a Oscar Madison en L'estranya parella i les seves col·laboracions freqüents amb Jack Lemmon, en el seu paper com a Coach Buttermaker en la comèdia de 1976 The Bad News Bears. Va guanyar un Oscar per a la seva actuació en la pel·lícula Un cop de sort de Billy Wilder.

## Primers anys
Va néixer Walter John Matthau al Lower East Side de Nova York l'1 d'octubre de 1920, fill de Rose Berolsky (de Lituània), que treballava en una fàbrica, i de Milton Matthau, electricista i venedor a domicili (de Rússia), els dos immigrants jueus. > El seu cognom originari sovint ha aparegut com a Matuschanskayasky.
Quan era jove, Walter va anar a un camp de rock jueu sense afany de lucre, Tranquillity Camp, on va començar a actuar en els espectacles en les nits de dissabte. També va anar al Surprise Lake Camp.

## Carrera
Durant la Segona Guerra Mundial, Matthau va servir en l'exèrcit de l'aire dels EUA amb la Vuitena Força a Anglaterra com a metrallador en un B-24, en el mateix 453è grup de bombardeig que James Stewart. Va arribar a sergent de personal i es va interessar a actuar. Va fer classes al Taller Dramàtic de The New School a Nova York amb l'influent director alemany Erwin Piscator. Sovint feia broma que la seva millor primera actuació fos en una obra en què es feia passar per desertor. Deia un espectador: Els altres només s'assemblen als actors en maquillatge, Walter Matthau realment mira com un vagabund!. Matthau va ser un respectat actor de teatre durant anys en Will Success Spoil Rock Hunter? i en A Shot in the Dark, i va guanyar el Premi Tony el 1962 pel millor actor en una obra.
El 1952, Matthau va sortir com el pilot de Mr. Peepers amb Wally Cox. Per raons desconegudes utilitzava el nom de Leonard Elliot. El seu paper era el del professor de gimnàstica Mr. Wall. El 1955, feia el seu debut en el cinema com a dolent en The Kentuckian davant de Burt Lancaster.
Matthau feia de canalla en subsegüents pel·lícules, com la del 1958 King Creole (en què és apallissat per Elvis Presley). Aquell mateix any, feia un western anomenat Ride a Crooked Trail amb Audie Murphy, i Onionhead, protagonitzada per Andy Griffith i Erin O'Brien, que va ser un fracàs. Matthau va tenir un paper davant Griffith en el drama Un rostre en la multitud, dirigit per Elia Kazan. Matthau també va dirigir el 1960 una pel·lícula de baix pressupost anomenada The Gangster Story. El 1962, era un xèrif compassiu en Lonely are the Brave, en què feia de protagonista Kirk Douglas. Va sortir amb Audrey Hepburn en Charade, que també protagonitzava Cary Grant.
També era normal veure'l a la televisió, com ara en el drama políciac de l'ABC A Tumble from a Tall White House. Va sortir vuit vegades entre 1962 i 1964 en The DuPont Show of the Week i com a Franklin Gaer el 1964 en l'episodi Man Is a Rock en Dr. Kildare. Finalment, faria de protagonista en el drama policíac Tallahassee 7000, com a investigador de la policia estatal a Florida, la temporada de 1961-1962.
Les comèdies eren rares en el treball de Matthau en aquella època. Va ser triat per a un cert nombre de drames, com Punt límit de 1964, en què interpretava un assessor de la Casa Blanca durant un incident global.
El 1965, tanmateix, va tenir un paper còmic quan Neil Simon el va seleccionar per a L'estranya parella fent de periodista esportiu amb Art Carney. Matthau tornaria a coincidir més tard amb Jack Lemmon en la versió cinematogràfica. També el 1965, interpretava el detectiu Ted Casselle en el thriller hitchcockià Mirage, amb Gregory Peck i Diane Baker, una pel·lícula dirigida per Edward Dmytryk, basava en una novel·la de Howard Fast.
Va aconseguir un gran èxit en una comèdia el 1966 mentre un advocat sense escrùpols anomenat Whiplash Willie Gingrich era el protagonista davant Lemmon en Un cop de sort, la primera de les nombroses col·laboracions amb Billy Wilder, i un paper que li faria guanyar un Oscar al millor actor secundari. Va haver d'interrompre les gravacions durant cinc mesos després de patir un atac de cor.
Matthau es va tancar durant la transmissió televisada dels Oscar, havent estat implicat en un accident de bicicletes, no obstant això renyava actors que no s'havien molestat a arribar a la cerimònia, especialment els altres quatre guanyadors de premi essencials aquella nit: Elizabeth Taylor, Sandy Dennis i Paul Scofield.
Les nominacions als Oscar arribarien una altra vegada el 1972 per Kotch, dirigida per Lemmon, i el 1975 The Sunshine Boys. Per aquest últim paper va guanyar un Globus d'Or al millor actor musical o còmic.
Matthau feia de protagonista en tres drames políciacs a mitjans dels 70, fent de detectiu que investiga un assassinat massiu en un autobús en The Laughing Policeman, com a lladre que fuig de la màfia i de la llei en Charley Varrick i com a policia de trànsit en el film d'acció Pelham un, dos, tres. Canvia de ritme en un equip de beisbol el 1976, en què Matthau feia de l'entrenador Morris Buttermaker en la comèdia Bad News Bears.
El 1982, Matthau feia el paper de Herbert Tucker en I Ought to Be in Pictures. Aquí va treballar amb Ann-Margret i Dinah Manoff, la filla de Lee Grant, una actriu amb qui Matthau feia de protagonista en Plaza Suite.
La seva associació amb Lemmon es va convertir en una de les parelles més reeixides a Hollywood. Esdevindrien amics per sempre després de fer Un cop de sort i farien un total de 10 pel·lícules junts -11 comptant Kotch, en què Lemmon fa un cameo com a passatger adormit en un autobús. A banda de les seves moltes comèdies, cadascú apareixia (però no junts en pantalla) en el drama sobre l'assassinat presidencial, JFK (1991) d'Oliver Stone.
Van tenir una sorpresa amb la recaptació de la comèdia Grumpy Old Men i es reuniren per a una continuació, coprotagonitzada amb Sophia Loren i Ann-Margret. Va portar a més sinapsis en les seves carreres, sobretot en Out to Sea i una continuació d'un dels seus grans èxits, The Odd Couple II. Penjades, una pel·lícula de 2000 dirigida i protagonitzada per Diane Keaton, va ser la seva última aparició en pantalla.

## Vida personal

### Matuschanskayasky
Hi ha un rumor persistent que el seu nom de naixement, Matuschanskayasky, és fals, com ho són els rumors que el seu nom era Matashansky o Matansky, o algun altre de semblant. En realitat, com expliquen els autors de Matthau: A Life, Rob Edelman i Audrey Kupferberg (juntament amb el fill de Walter, Charlie Matthau), Walter Matthau sovint explicava històries. En la seva joventut, trobava divertit explicar aquests contes i no es podia resistir a intentar passar més falsa informació, només per veure qui era prou crèdul per creure-s'ho. Matthau explicava moltes històries a molta gent, incloent-hi, suposadament, l'Administració de la Seguretat Social. Quan s'apuntava per a una obra, se sorprenia que només volien que escrigués el seu nom, i no oferir cap prova de la seva identitat. Així, un altre exemple del seu tradicional humor, escrivia que el seu nom veritable era Walter Foghorn Matthau. El rumor del nom Matuschanskayasky culminava amb l'emissió el 1974 de la pel·lícula Terratrèmol. El productor executiu Jennings Lang havia treballat amb Matthau l'any previ a la pel·lícula Charley Varrick, i el va persuadir d'acceptar fer un cameo en Terratrèmol -només "com a borratxo al fons del bar." Com un caprici, Matthau va acceptar prendre'n part, sense compensació, amb la condició que el seu nom real no sortís. Després que Matthau acceptés, la part del "borratxo" es va ampliar per proporcionar un punt còmic a la pel·lícula, el personatge fent brindis a diversa gent (Spiro Agnew, Bobby Riggs, i Peter Fonda), així com dient: "Ei, qui sap beure aquí al voltant?" en un bar devastat per un gran terratrèmol.Tal com havia demanat, quan es van haver de posar els crèdits a la pel·lícula, es va fer servir el malnom llarg, però fals, Matuschanskayasky. Malgrat els fets, aquest nom fals continuava apareixent en el World Almanac, secció de "Noms Originals d'artistes seleccionats" en l'edició del 2009 (p. 278).

### Casaments
Matthau es va casar dues vegades; primer amb Grace Geraldine Johnson (1948-58), i des de 1959 fins a la seva mort, el 2000, amb Carol Grace. Va tenir dos fills, Jenny i David, un periodista de notícies de ràdio, treballa per la "WKXW", de Nova Jersey 101.5, a Trenton, Nova Jersey, de la seva primera dona, i un segon fill Charles "Charlie" Matthau, amb la seva segona muller, Carol. També va ajudar a pujar els seus fillastres, Aram Saroyan i Lucy Saroyan. Entre els seus nets trobem William Matthau i Emily Roman, una actriu. Charlie Matthau dirigia el seu pare en The Grass Harp (1995).

### Mort
Matthau va morir d'una aturada cardíaca a Santa Monica, Califòrnia l'1 de juliol de 2000, als 79 anys. Després d'haver estat operat del cor alguns anys abans, els metges van descobrir que tenia càncer de còlon, que, abans del temps de la seva mort, s'havia estès al fetge, pulmons, i cervell. Tanmateix, en la seva partida de defunció, la causa de la mort és aturada cardíaca i malaltia de cor, amb ESRD i fibril·lació atrial afegint altres condicions significatives que contribueixen a mort però no relacionades amb la causa principal... Les seves restes són enterrades al cementiri del Memorial Park de Westwood, a Los Angeles.
Just un any després, les restes de Jack Lemmon van ser enterrades al cementiri a prop de les del seu amic Matthau, després de morir de càncer de còlon i bufeta. Després de la mort de Matthau, Lemmon i altres amics i els parents apareixien en el programa de Larry King en una hora d'homenatge i record; moltes d'aquelles mateixes persones tornaren un any després, recordant el passat de Lemmon.
L'actor George C. Scott és també enterrat prop de Walter Matthau.
La vídua de Matthau, Carol Grace, també de Nova York, moria d'un aneurisma cerebral el 2003. Està enterrada a prop d'ell.

## Treballs

### Filmografia
| - Atomic Attack (1950) (breu actuació) - The Kentuckian (1955) - Pacte d'honor (The Indian Fighter) (1955) - Bigger Than Life (1956) - Un rostre entre la multitud (A Face in the Crowd) (1957) - Slaughter on Tenth Avenue (1957) - King Creole (1958) - Voice in the Mirror (1958) - Ride a Crooked Trail (1958) - Onionhead (1958) - Gangster Story (1960) (també fa de director) - Un estrany a la meva vida (Strangers When We Meet) (1960) - Lonely are the Brave (1962) - Trampa al meu marit (Who's Got the Action?) (1962) - Island of Love (1963) - Xarada (Charade) (1963) - Quin mariner! (Ensign Pulver) (1964) - Punt límit (1964) - Goodbye Charlie (1964) - Mirage (1965) - Un cop de sort (The Fortune Cookie) (1966) - A Guide for the Married Man (1967) - L'estranya parella (The Odd Couple) (1968) - The Secret Life of an American Wife (1968) - Candy (1968) - Hello, Dolly! (1969) - Flor de cactus (Cactus Flower) (1969) - A New Leaf (1971) - Plaza Suite (1971) - Kotch (1971) - Pete i Tillie (Pete 'n' Tillie) (1972) - The Laughing Policeman (1973) - Charley Varrick (1973) - Pelham un, dos, tres (The Taking of Pelham One Two Three) (1974) | - Terratrèmol (Earthquake) (1974) (als crèdits com "Walter Matuschanskayasky") - The Front Page (1974) - The Lion Roars Again (1975) (breu actuació) - The Gentleman Tramp (1975) (documental) - The Sunshine Boys (1975) - The Bad News Bears (1976) - L'ombra d'en Casey (Casey's Shadow) (1978) - House Calls (1978) - California Suite (1978) - Portrait of a 60% Perfect Man (1980) (documental) - Little Miss Marker (1980) - Hopscotch (1980) - First Monday in October (1981) - Buddy Buddy (1981) - I Ought to Be in Pictures (1982) - The Survivors (1983) - Amor i sexe (Movers & Shakers) (1985) - Pirates (1986) - The Little Devil (1988) - Els pacients d'un psiquiatre amb problemes (The Couch Trip) (1988) - JFK (1991) com el senador Russell B. Long - Beyond 'JFK': The Question of Conspiracy (1992) (documentarl) - How the Grinch Stole Christmas! (1992) - Daniel, el trapella (Dennis the Menace) (1993) - Dos vells rondinaires (Grumpy Old Men) (1993) - I.Q. (1994) - Incident in a Small Town (1994 TV) com Harmon Cobb - The Grass Harp (1995) - Discòrdies a la carta (Grumpier Old Men) (1995) - I'm Not Rappaport (1996) - Out to Sea (1997) - The Odd Couple II (1998) - The Life and Times of Hank Greenberg (1998) (documental) - Penjades (Hanging Up) (2000) |

| - Anne of the Thousand Days (1948) - The Liar (1950) - Twilight Walk (1951) - Fancy Meeting You Again (1952) - One Bright Day (1952) - In Any Language (1952) - The Grey-Eyed People (1952) - The Ladies of the Corridor (1953) - The Burning Glass (1953) - Will Success Spoil Rock Hunter? (1955) - Guys and Dolls (1955) - Once More, with Feeling! (1958) - Once There Was a Russian (1961) - L'idiote (1961) - My Mother, My Father and Me (1963) - The Odd Couple (1965) | - Dry Run, episode of Alfred Hitchcock Presents series (1959) - Juno and the Paycock (1960) - Route 66 (1961) - Tallahassee 7000 (cast member in 1961) - Awake and Sing! (1972) - Actor (1978) - The Stingiest Man in Town (1978) (veu) - The Incident (1990) - La senyora Lambert recorda l'amor (Mrs Lambert Remembers Love) (1991) - Against Her Will: An Incident in Baltimore (TV 1992) (1992) - Incident in a Small Town (1994 TV) (1994) - The Marriage Fool (1998) - Target: The Corruptors! (1961-1962), two episodes |

## Premis i nominacions

### Premis
- 1967: Oscar al millor actor secundari per Un cop de sort
- 1974: BAFTA al millor actor per Charley Varrick i Pete 'n' Tillie
- 1976: Globus d'Or al millor actor musical o còmic per The Sunshine Boys

### Nominacions
- 1963: Primetime Emmy al millor actor per The DuPont Show of the Week
- 1967: Globus d'Or al millor actor musical o còmic per Un cop de sort
- 1969: Globus d'Or al millor actor musical o còmic per L'estranya parella
- 1970: BAFTA al millor actor per The Secret Life of an American Wife
- 1972: Oscar al millor actor per Kotch
- 1972: Globus d'Or al millor actor musical o còmic per Kotch
- 1973: Globus d'Or al millor actor musical o còmic per Pete 'n' Tillie
- 1975: Globus d'Or al millor actor musical o còmic per The Front Page
- 1976: Oscar al millor actor per The Sunshine Boys
- 1977: BAFTA al millor actor per The Sunshine Boys
- 1977: BAFTA al millor actor per The Bad News Bears
- 1981: Globus d'Or al millor actor musical o còmic per Hopscotch
- 1982: Globus d'Or al millor actor musical o còmic per First Monday in October